# Quận Bexar, Texas
Quận Bexar (phát âm /ˈbɛər/ "bear") (tiếng Anh: Bexa County) là một quận trong tiểu bang Texas, Hoa Kỳ. Quận có dân số 1,6 triệu người, là quận đông dân nhất Hoa Kỳ. Quận lỵ đóng ở thành phố San Antonio.

## Thông tin nhân khẩu
Theo điều tra dân 2 năm 2000, quận đã có dân số 1.392.931 người, 488.942 hộ, và 345.681 gia đình sống trong quận. Mật độ dân số là 1.117 người trên mỗi dặm vuông (431/km ²). Đã có 521.359 đơn vị nhà ở với mật độ trung bình là 418 dặm vuông (161/km ²). Cơ cấu dân tộc như sau: 68,86% người da trắng, 7,18% da đen hay Mỹ gốc Phi, 0,80% người Mỹ bản xứ, 1,61% người châu Á, 0,10% người đảo Thái Bình Dương, 17,80% từ các chủng tộc khác, và 3,64% từ hai hoặc nhiều chủng tộc. 54,35% dân số là người Hispanic hay Latino thuộc chủng tộc nào.
Đã có 488.942 hộ, trong đó 36,60% có trẻ em dưới 18 tuổi sống chung với họ, 50,50% là các cặp vợ chồng sống với nhau, 15,50% có chủ hộ là nữ không có mặt chồng, và 29,30% là không lập gia đình. 24,00% của tất cả các hộ gia đình đã được tạo thành từ các cá nhân và 7,40% có người sống một mình 65 tuổi trở lên. Bình quân mỗi hộ là 2,78 và cỡ gia đình trung bình là 3,33.
Trong quận, độ dân số gồm 28,50% ở độ tuổi dưới 18, 10,70% 18-24, 30,60% 25-44, 19,90% 45-64, và 10,40% người 65 tuổi trở lên. Tuổi trung bình là 32 năm. Cứ mỗi 100 nữ có 94,70 nam giới. Cứ mỗi 100 nữ 18 tuổi trở lên, đã có 91,20 nam giới.
Thu nhập trung bình cho một hộ gia đình trong quận đã được 38.328 Mỹ kim, và thu nhập trung bình cho một gia đình là $ 43,724. Nam giới có thu nhập trung bình 30.756 đô la Mỹ so với 24.920 $ cho phái nữ. Thu nhập trên đầu cho các quận được 18.363 USD. Giới 12,70% gia đình và 15,90% dân số sống dưới mức nghèo khổ, trong đó có 22,40% những người dưới 18 tuổi và 12,20% có độ tuổi từ 65 trở lên.